# Wereldkampioenschappen baanwielrennen 1933
De wereldkampioenschappen baanwielrennen 1933 werden van 11 tot en met 15 augustus 1933 gehouden in het Franse Parijs. Er stonden drie onderdelen op het programma, twee voor beroepsrenners en een voor amateurs.

## Uitslagen

### Beroepsrenners
| Onderdeel | Goud              | Goud      | Zilver           | Zilver    | Brons          | Brons          |
| --------- | ----------------- | --------- | ---------------- | --------- | -------------- | -------------- |
| Sprint    | Jef Scherens      | België    | Lucien Michard   | Frankrijk | Albert Richter | nazi-Duitsland |
| Stayeren  | Charles Lacquehay | Frankrijk | Franco Giorgetti | Italië    | Erich Metze    | nazi-Duitsland |

### Amateurs
| Onderdeel | Goud               | Goud      | Zilver        | Zilver    | Brons                | Brons      |
| --------- | ------------------ | --------- | ------------- | --------- | -------------------- | ---------- |
| Sprint    | Jacques van Egmond | Nederland | Roland Ulrich | Frankrijk | Anker Meyer-Andersen | Denemarken |

### Medaillespiegel
| Plaats | Land           | Goud | Zilver | Brons | Totaal |
| 1      | Frankrijk      | 1    | 2      | 0     | 3      |
| 2      | België         | 1    | 0      | 0     | 1      |
| 2      | Nederland      | 1    | 0      | 0     | 1      |
| 4      | Italië         | 0    | 1      | 0     | 1      |
| 5      | nazi-Duitsland | 0    | 0      | 2     | 2      |
| 6      | Denemarken     | 0    | 0      | 1     | 1      |
| Totaal | Totaal         | 3    | 3      | 3     | 9      |